# روبرت دوفر
روبرت دوفر (بالإنجليزية: Robert Dover)‏ هو فارس سباق أمريكي، ولد في 7 يونيو 1956 في شيكاغو في الولايات المتحدة.

## وصلات خارجية
- روبرت دوفر على موقع أوليمبيديا (الإنجليزية)